# Kay Worthington
Kay Frances Worthington (Toronto, 21 de diciembre de 1959) es una deportista canadiense que compitió en remo. Su esposo, Michael Teti, compitió en el mismo deporte.
Participó en tres Juegos Olímpicos de Verano, obteniendo dos medallas de oro en Barcelona 1992, en las pruebas de cuatro sin timonel y ocho con timonel, el cuarto lugar en Los Ángeles 1984 (ocho con timonel) y el séptimo en Seúl 1988 (doble scull).

## Palmarés internacional
| Juegos Olímpicos | Juegos Olímpicos   | Juegos Olímpicos | Juegos Olímpicos   |
| Año              | Lugar              | Medalla          | Prueba             |
| ---------------- | ------------------ | ---------------- | ------------------ |
| 1992             | Barcelona (España) | Medalla de oro   | Cuatro sin timonel |
| 1992             | Barcelona (España) | Medalla de oro   | Ocho con timonel   |